# Buiro (Ainet de Besan)
Buiro és un despoblat del terme municipal d'Alins, a la comarca del Pallars Sobirà, en territori del poble d'Ainet de Besan.
És al sud del poble d'Alins, en el lloc on actualment es troben les Bordes de Buiro i l'ermita de la Santa Creu, o Santes Creus, antigament Santa Maria. L'ermita és al nord-oest de les bordes, a uns 300 metres en línia recta. Les restes del poblat de Buiro són en el vessant meridional del Turó de Buiro, en el Pla de Buiro.
En diferents llocs del Pla de Buiro es conserven restes de les parets d'aquest poblat medieval.

## Etimologia
Segons Joan Coromines, Buiro procedeix del mot grecollatí boreas (vent de tramuntana), que ha quedat en llocs frígids exposats als vents del nord.